# Renouée dressée
Polygonum erectum
Espèce
Classification phylogénétique
La renouée dressée (Polygonum erectum) est une espèce de plante à fleurs de la famille des Polygonaceae qu'on trouve en Amérique du Nord,.

## Habitat
Son habitat naturel se trouve dans les forêts alluviales et ripisylves. Tolérant la dégradation écologique, on peut aussi la trouver dans les espaces ouverts comme les prés ou les pâtures,.

## Utilisation
Elle fut longtemps utilisée par les Amérindiens dans le cadre de l’Eastern agricultural complex (l'un des premiers pôles où a été pratiquée l'agriculture), avant l'introduction du maïs, et on a retrouvé des preuves de culture de la renouée dressée sur plusieurs sites archéologiques,.

## Description

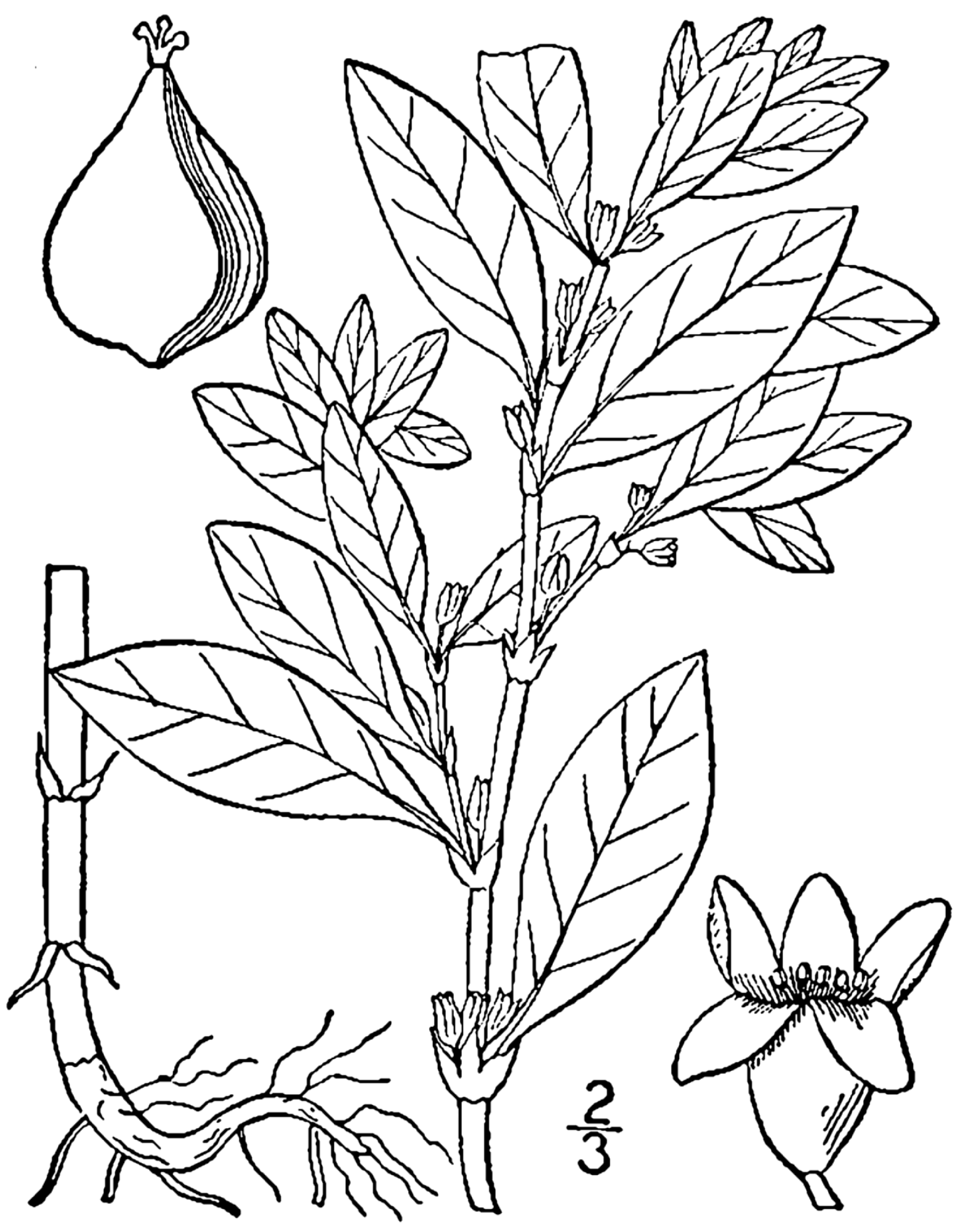

C'est une plante herbacée qui mesure de 10 à 75 cm de haut, et peut avoir beaucoup ou peu de branches. Les feuilles ont des nervures distinctes et des bords soit entiers, soit en dent-de-scie. Le pédicelle est plus petit ou de taille comparable au calice et généralement plus long que l'ochréa. Les fleurs fermées ont un calice qui mesure généralement 3 mm de long, de couleur verte et à 5 sépales. Les fleurs sont au nombre de 1 à 5 dans des grappes en cyme près de la plupart des feuilles. Les segments du calice sont inégaux, les lobes extérieurs étant plus longs et non carénés, tandis que les lobes intérieurs sont étroitement carénés. Les tépales sont verdâtres, avec une teinte jaunâtre ou parfois avec des teintes blanchâtres. Les graines sont produites dans des fruits akènes qui peuvent être de deux types différents ; un type est brun foncé avec une surface brillante et est largement ovoïde, généralement d'environ 2,5 mm de long. L'autre type est d'un brun terne, exsert et ovoïde, et mesure de 3 à 3,5 mm de long. La fructification en fin de saison est rare et si elle a lieu, les akènes mesurent 4 à 5 mm de long.